# ماركوس فريتاس
ماركوس فريتاس (بالبرتغالية: Marcos Freitas‏) هو لاعب تنس الطاولة برتغالي، ولد في 8 أبريل 1988 في فونشال في البرتغال.

## وصلات خارجية
- ماركوس فريتاس على موقع منظمة تنس الطاولة العالمي (الإنجليزية)
- ماركوس فريتاس على موقع اللجنة الأولمبية الدولية (الإنجليزية)
- ماركوس فريتاس على موقع أوليمبيديا (الإنجليزية)